# Afterglow (Of Your Love)
"Afterglow (Of Your Love)" is een liedje van de Britse rockgroep The Small Faces. Het is afkomstig van het in mei 1968 uitgegeven conceptalbum Ogdens' Nut Gone Flake. Het werd op 7 maart 1969 door Immediate Records als single uitgegeven, kort nadat zanger Steve Marriott de band verliet en de rest doorging onder de naam The Faces. Op de B-kant stond "Wham Bam Thank You Man". Marriott en Ronnie Lane schreven beide liedjes en verzorgden tevens de muzikale productie. "Afterglow" was de laatste Britse single van de Small Faces; in de Verenigde Staten werd het liedje "Mad John" nog uitgegeven. De indertijd al opgeheven band werkte niet mee aan enige promotie voor de single "Afterglow", maar bereikte er wel de negentiende plaats in de Nederlandse Top 40 en de 36ste plaats in de de Britse hitlijst mee.

## Musici
- Ronnie Lane - basgitaar, zang
- Kenney Jones - drums
- Ian McLagan - toetsen
- Steve Marriott - zang, gitaar